# 小行星4329
小行星4329（4329 Miró）是一颗围绕太阳公转的小行星。1982年9月22日，勞倫斯·G·塔夫（Laurence G. Taff）在Socorro发现了此天体。
这颗小行星的绝对星等为33.04507等。